# Атингеєво
Атингеєво (рос. Атингеево) — село в Лукояновському районі Нижньогородської області Російської Федерації.
Населення становить 382 особи. Входить до складу муніципального утворення Шандровська сільрада.

## Історія
Від 2009 року входить до складу муніципального утворення Шандровська сільрада.

## Населення
| 2002 | 2010 |
| ---- | ---- |
| 423  | ↘382 |